# Час (телепрограма, 5 канал)
«Час» — щоденна вечірня підсумкова інформаційно-аналітична програма 5 каналу, яка транслювалася щобудня о 21:00. 
У рамках оновлення та переформатування каналу у 2012 році програма розділилася на: «Час новин» (щоденна, щогодинна інформаційна програма), «Час. Підсумки Дня» (щоденне аналітичне ток-шоу) та «Час новин. Київ» (щоденна інформаційна програма про найважливіші події в столиці).

## Історія
Програма вперше вийшла в ефір у день заснування каналу 1 вересня 2003 року, як один з двох його інформаційно-політичних проектів.
Ведучими програми у різні часи були: Андрій Шевченко, Роман Скрипін, Єгор Соболєв, Святослав Цеголко, Лариса Губіна.
«Час» — була «флагманською» програмою «5 каналу», яка фокусувалась на ключових темах дня. Кожна програма зосереджувалася на найактуальнішій ключовій темі дня, що минав. Її гостями традиційно ставали ключові ньюз-мейкери та VIP-гості. У студію до розмови також запрошувались особи, безпосередньо причетні до обговорюваної проблеми — відомі політики, представники влади та бізнес-еліти. В ефірі надавалася можливість висловитись усім опонентам з головного питання.

## Екстрене мовлення
- 4 липня 2004 року о 12.00 вийшов спеціальний випуск програми "часу новин", присвячений мітингу кандидата в Президенти України Віктора Ющенка на Співоче поле.Ведучий-Роман Скрипін,.

- 8 грудня 2004 року о 20.20 вийшов спеціальний випуск програми "часу новин", де була трансляцiя виступа кандидата в Президенти України Віктора Ющенка на Помаранчевой революцii.Ведучий-Андрій Шевченко.
- 20 грудня 2004 року о 18.45 вийшов спеціальний випуск програми "часу новин", присвячений дебатам кандидатів у президенти України Віктора Ющенка та Віктора Януковича.Ведучий-Роман Скрипін,.

- 23 грудня 2004 року о 20.15 вийшов спеціальний випуск програми "часу новин", присвячений телемicту "Киiв-Донецьк" з телеканалом "Украiна" з Донецька.
- 24 грудня 2004 року о 21.00 вийшов спеціальний випуск програми "часу новин", присвячений зверненню Президента Украiни Леонида Кучми.Ведучий-Андрій Шевченко.
- 23 січня 2005 року з 9.00  вийшли спеціальнi випуски програми "часу новин", присвячений інавгурації Президента Украiни Віктора Ющенка.Ведучий-Роман Скрипін
- 24 січня 2005 року о 11.00 вийшов спеціальний випуск програми "часу новин", присвячений молитві за Україну за участю Президента Украiни Віктора Ющенка.Ведуча була Наталiя Мосейчук.
- 28 січня 2005 року о 20.20 вийшов спеціальний випуск програми "часу новин", де була трансляцiя виступа Президента Украiни Віктора Ющенка у Давосi.

## Позиція
Під час президентської кампанії 2004 року програма подавала приблизно всемеро більше новин про кандидата в президенти України Віктора Ющенка, ніж про іншого кандидата та тодішнього прем'єр-міністра Віктора Януковича. При цьому редакційна політика була збалансованіша за провладні канали: хоча кожна друга новина про Януковича була негативною, подавалася і критика Ющенка, а на прямі ефіри запрошували представників різних політичних таборів.